# Pfarrkirche Göltschach

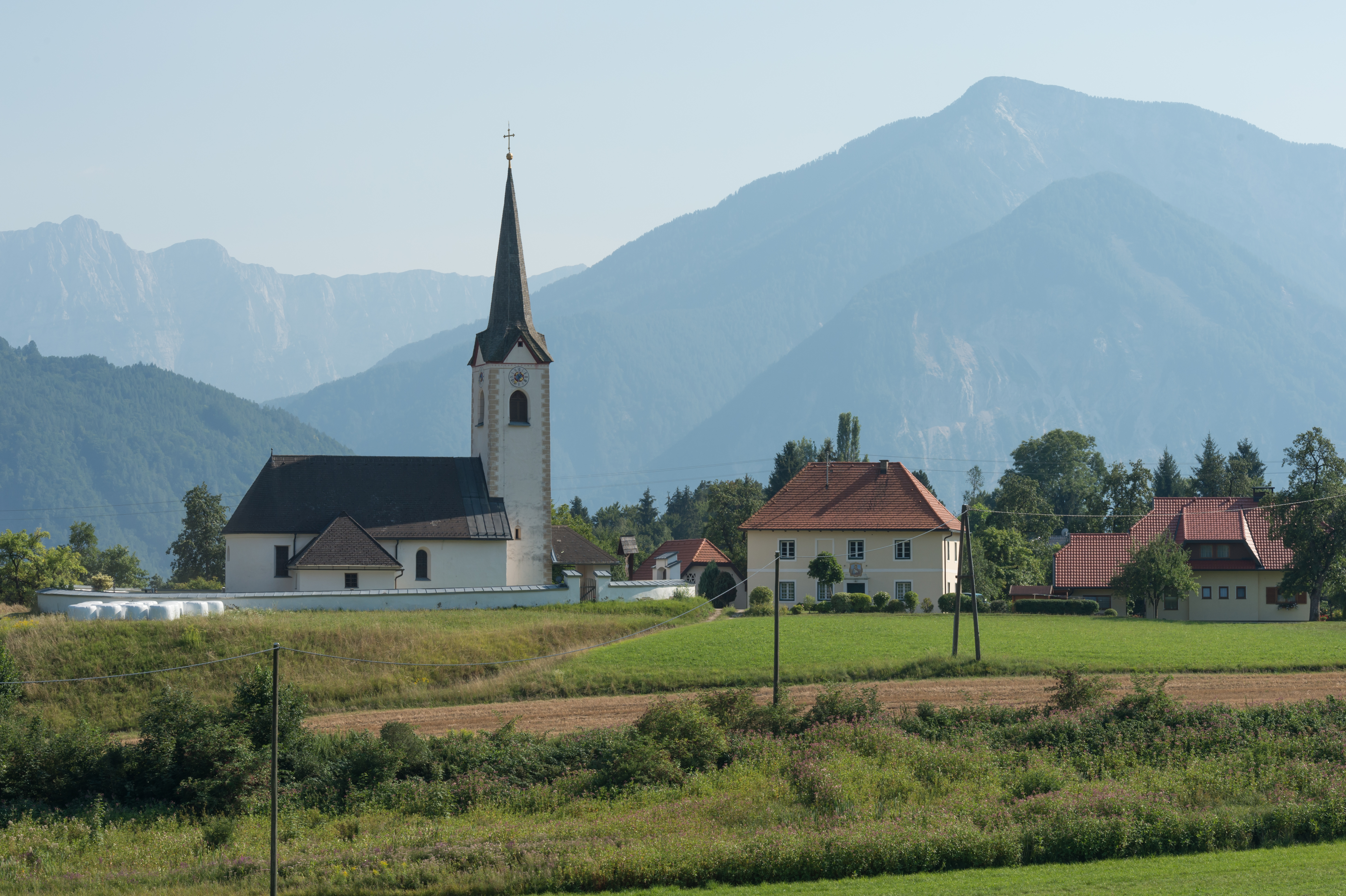
Katholische Pfarrkirche hl. Daniel in Göltschach

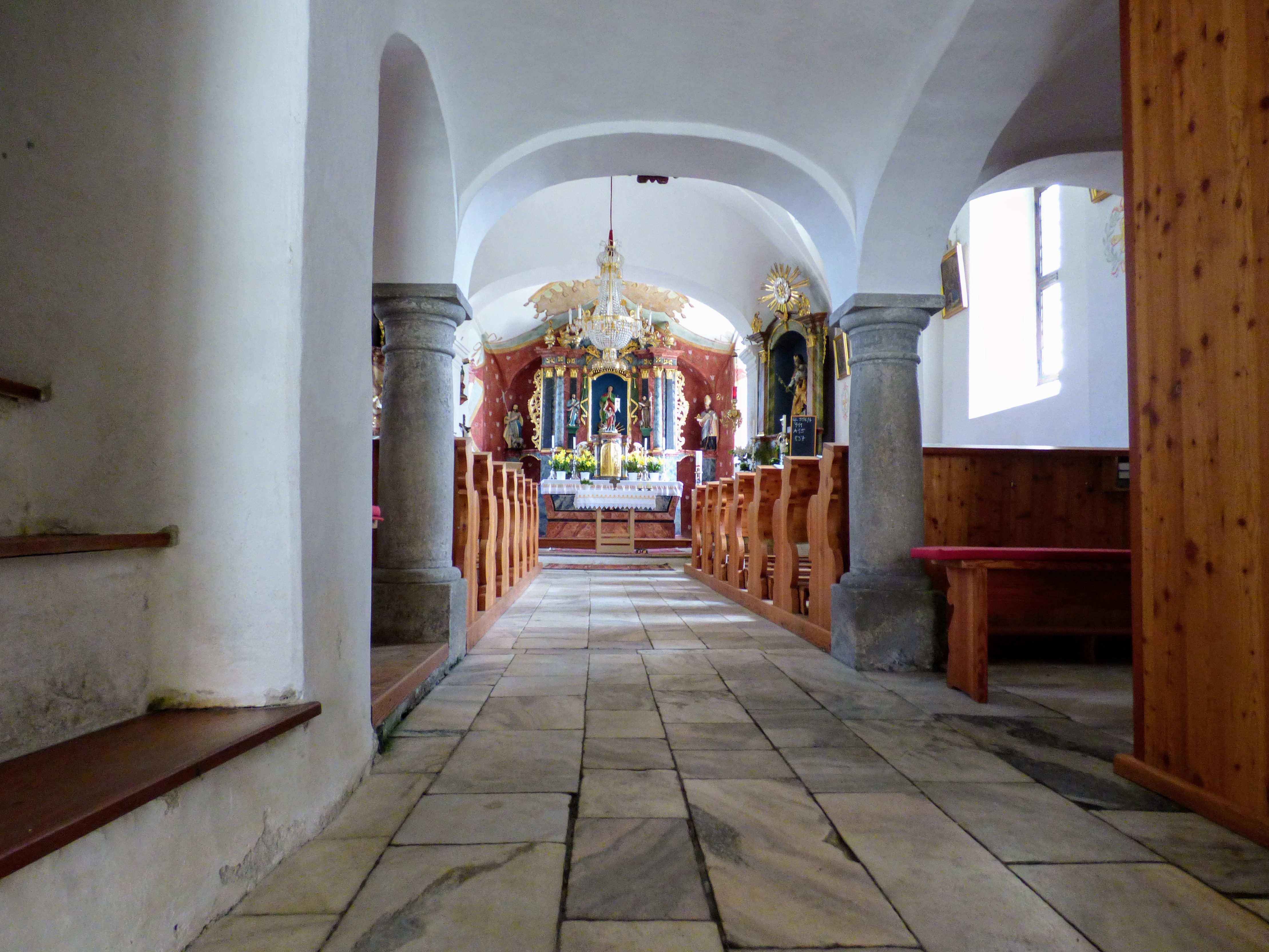
Langhaus, Blick zum Chor

Die römisch-katholische Pfarrkirche Göltschach steht am Nordrand der Ortschaft Göltschach in der Gemeinde Maria Rain im Bezirk Klagenfurt-Land in Kärnten. Die dem Patrozinium des hl. Daniel unterstellte Pfarrkirche gehört zum Dekanat Ferlach/Borovlje in der Diözese Gurk-Klagenfurt. Die Kirche steht unter Denkmalschutz (Listeneintrag).

## Geschichte
Die heutige Kirche steht an der Stelle einer Vorgängerkirche, welche 1480 bestand. Die Pfarre wurde 1779 bzw. 1788 gegründet.
1996 wurde das Dach restauriert und 1999 der Innenraum der Kirche.

## Architektur
Der barocke einschiffige Kirchenbau hat einen gering eingezogenen rundbogig geschlossenen Chor mit einem flachbogigen Schluss. Der Westturm trägt einen holzschindelgedeckten Spitzhelm, er hat große Schallfenster, er wurde 1632 zusammen mit der nordseitigen Sakristei erbaut. An der Westfront steht eine offene Vorlaube, das rundbogige Portal entstand im Anfang des 17. Jahrhunderts, daneben befindet sich ein Opfertisch.
Das Kircheninnere zeigt ein dreijochiges Langhaus und einen einjochigen Chor mit Tonnengewölben mit Stichkappen und Gurtbögen auf Wandpfeilern. Urkundlich hatte die Kirche 1659 noch eine flache Holzdecke. Die gemauerte Orgelempore entstand im 17. Jahrhundert. Der Triumphbogen ist ein flachbogiger Gurtbogen.

## Einrichtung
Der Hochaltar von 1827 aus Stuckmarmor ist vor dem Hintergrund einer Baldachin-Draperie installiert. Er trägt die Figuren des hl. Daniel sowie der Heiligen Johannes der Täufer, Markus, Antonius und Nikolaus, der Aufsatz zeigt ein Brustbild des hl. Stephanus.
Das Orgelprospekt stammt aus dem Jahr 1779.